# Królewska Duńska Akademia Sztuk

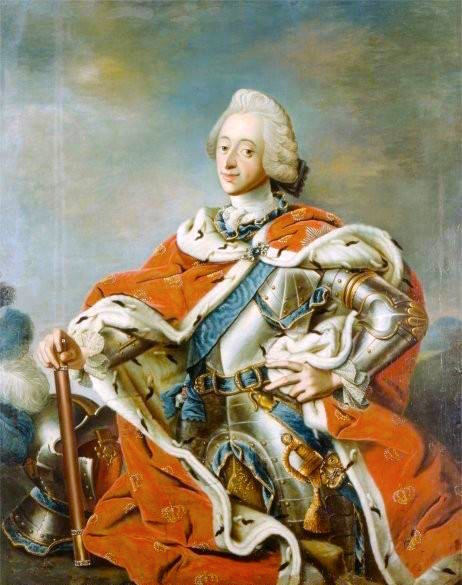
Fryderyk V Oldenburg

Królewska Duńska Akademia Sztuk (duń. Det Kongelige Danske Kunstakademi – Billedkunst Skolerne) – uczelnia artystyczna z siedzibą w Kopenhadze, założona w 1745 przez króla Fryderyka V.

## Słynni wychowankowie Akademii

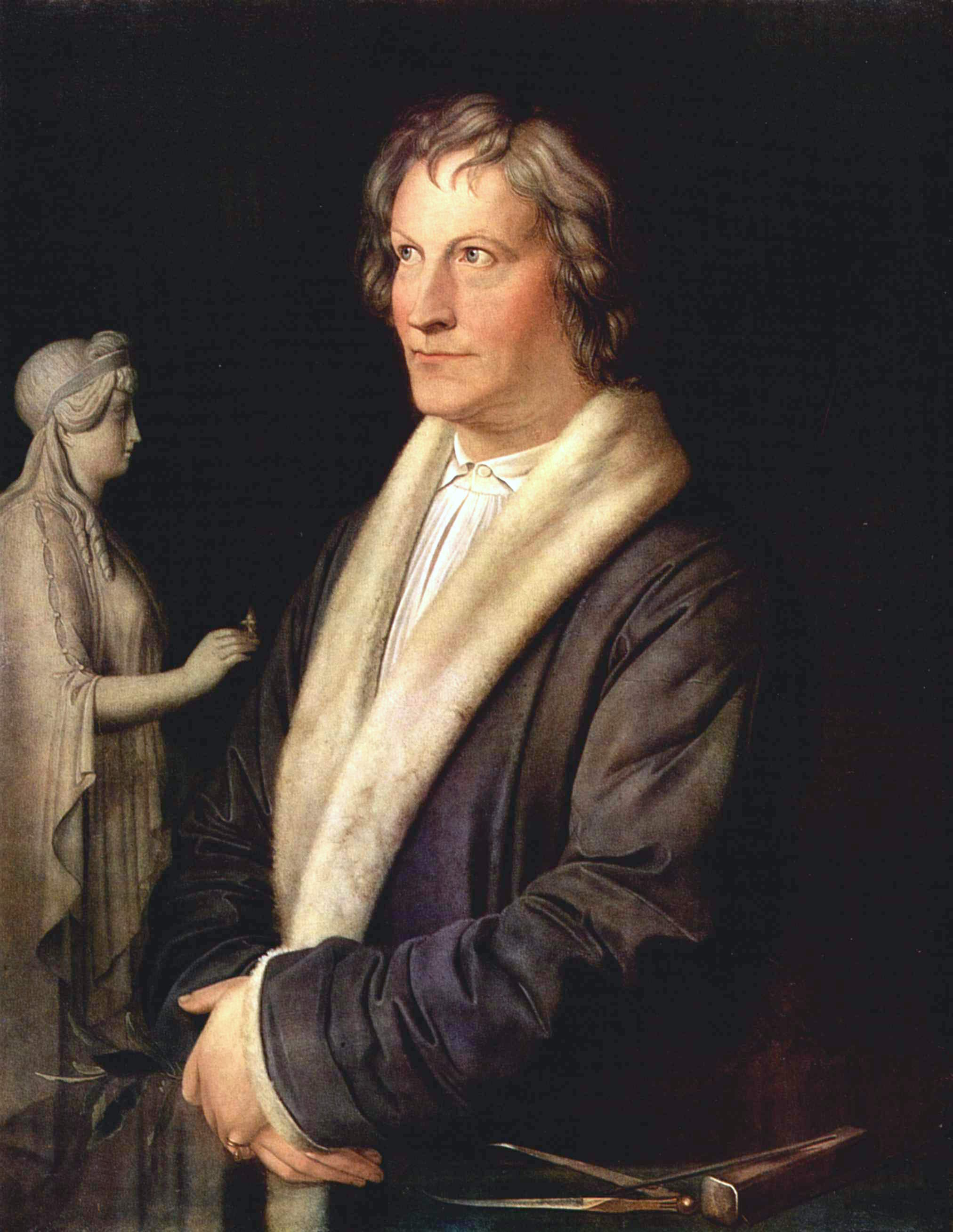
Bertel Thorvaldsen, rzeźbiarz, jeden z wychowanków Akademii

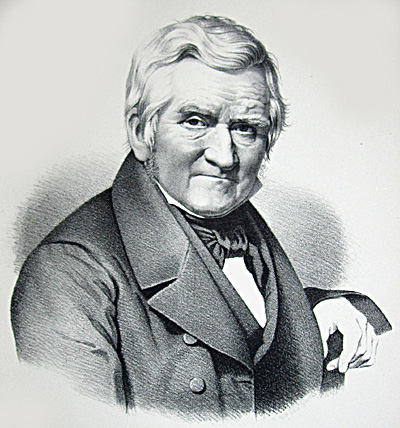
Christoffer Wilhelm Eckersberg, malarz, jeden z wychowanków Akademii

### Architekci
- Axel Bundsen
- Nicolai Eigtved
- Jan Gehl
- Kaj Gottlob
- Jákup Pauli Gregoriussen
- Christian Frederik Hansen
- Gustav Friedrich von Hetsch
- Arne Jacobsen
- Peter Meyn
- Bjarke Ingels

### Malarze i rzeźbiarze
- Bernd i Hilla Becher
- Herman Wilhelm Bissen
- Carl Bloch
- Detlev Conrad Blunck
- Peter Bömmels
- Nanna Ditzel
- Christoffer Wilhelm Eckersberg
- Ib Eisner
- Ólafur Elíasson
- Edvard Eriksen
- Caspar David Friedrich
- Vilhelm Hammershoi
- Constantin Hansen
- Osmund Hansen
- Robert Jacobsen
- Bárður Jákupsson
- Georg Arthur Jensen
- Sámal Joensen-Mikines
- Richard Mortensen
- Amaldus Nielsen
- Tróndur Patursson
- Alf Rolfsen
- Carl Georg Scheuermann
- Ruth Smith
- Fritz Thaulow
- Bertel Thorvaldsen
- Adolph Tidemand
- Einar Wegener
- Gerda Wegener
- Bjørn Wiinblad